# Gobiosoma
A Gobiosoma a csontos halak (Osteichthyes) főosztályának a sugarasúszójú halak (Actinopterygii) osztályába, ezen belül a sügéralakúak (Perciformes) rendjébe, a gébfélék (Gobiidae) családjába és a Gobiinae alcsaládjába tartozó nem.

## Rendszerezés
A nembe az alábbi 18 faj tartozik:
- Gobiosoma aceras (Ginsburg, 1939) - korábban: Enypnias aceras Ginsburg, 1939
- Gobiosoma bosc (Lacepède, 1800)
- Gobiosoma chiquita (Jenkins & Evermann, 1889)
- Gobiosoma ginsburgi Hildebrand & Schroeder, 1928
- Gobiosoma grosvenori (Robins, 1964)
- Gobiosoma hemigymnum (Eigenmann & Eigenmann, 1888)
- Gobiosoma hildebrandi (Ginsburg, 1939)
- Gobiosoma homochroma (Ginsburg, 1939)
- Gobiosoma longipala Ginsburg, 1933
- Gobiosoma nudum (Meek & Hildebrand, 1928)
- Gobiosoma paradoxum (Günther, 1861)
- Gobiosoma parri Ginsburg, 1933
- Gobiosoma robustum Ginsburg, 1933
- Gobiosoma schultzi (Ginsburg, 1944)
- Gobiosoma seminudum (Günther, 1861) - korábban: Enypnias seminudus (Günther, 1861)
- Gobiosoma spes (Ginsburg, 1939)
- Gobiosoma spilotum (Ginsburg, 1939)
- Gobiosoma yucatanum Dawson, 1971